# دانمارک
دانمارک (به دانمارکی: Danmark) با نام رسمی پادشاهی دانمارک (به دانمارکی: Kongeriget Danmark) کشور فراقاره‌ای و نوردیک در اروپای شمالی است و پایتخت آن کپنهاگ است. دانمارک، بخش اصلی و پرجمعیت‌ترین کشور تشکیل دهنده قلمروی پادشاهی دانمارک است. جمعیت این کشور در سال ۲۰۱۹ حدود ۵٫۸ میلیون نفر برآورد شده است. زبان رسمی آن دانمارکی است. زبان‌های فاروئی، گرینلندی و آلمانی نیز به عنوان زبان‌های محلّی در این کشور رسمیت دارند.
واحد پول این کشور کرون دانمارک است و با اینکه این کشور در سال ۱۹۷۳ به اتحادیه اروپا پیوسته اما به منطقه یورو نپیوسته است. ۸۰٪ مردم دانمارک مسیحی پروتستان هستند. درازای کشور دانمارک بر مبنای داده‌های جغرافیایی در بیشترین حالت ممکن ۳۶۴ کیلومتر است.
جزایر فارو و گرینلند بخشی از پادشاهی دانمارک به‌شمار می‌آیند اما به ترتیب در سال‌های ۱۹۴۸ و ۱۹۷۹ به آن‌ها خودگردانی اعطا شده است. دانمارک جنوبی‌ترین کشور اسکاندیناوی است و تنها مرزی زمینی که دارد با کشور آلمان است. یک تونل زیردریایی و پلی معلق به نام پل اورسوند، دانمارک را به سوئد متصل می‌کند.
دانمارک از اعضای مؤسس سازمان ملل و ناتو است. کشور دانمارک دارای دولت رفاه است و از نظر کم بودن اختلاف درآمد مردم، در رتبه اول جهان قرار دارد. دانمارک از نظر درآمد سرانه در رتبه هفتم جهان قرار دارد و در بررسی‌های سالانه، مردم آن همواره به عنوان یکی از شادترین ملتهای جهان انتخاب می‌شوند و همچنین در سال ۲۰۱۶ شرکت یونیورسام با انتشار شاخص سالانه شادی، کشور دانمارک را در رتبه نخست شادترین و راضی‌ترین نیروی کار در دنیا قرار داد. این کشور به عنوان کشوری با کمترین فساد اداری در جهان به‌شمار می‌آید.
پرچم این کشور که شامل یک صلیب سپید در میان آن است قدیمی‌ترین پرچمی در جهان است که از سال ۱۸۲۱ تا به حال استفاده می‌شود. صلیب سفید این پرچم را در پرچم کشورهای انگلستان، سوئد، نروژ، فنلاند و ایسلند هم می‌توان دید.
کشور پادشاهی دانمارک بعد از کشور ژاپن دارای قدیمی‌ترین خاندان پادشاهی است.
دانمارک دو سرود ملی دارد: یکی سرود شهروندان (با نام سرزمینی است دوست‌داشتنی) و دیگری سرود سلطنتی (به نام شاه کریستیان نزد دکل رفیع ایستاد).

## تاریخ

### دوران کهن
دانمارک از حدود ۱۲٬۵۰۰ سال پیش مسکونی بوده و پیشینه کشاورزی در این سرزمین به ۳۹۰۰ پیش از میلاد بازمی‌گردد.
به باور تاریخدانان، پیش از مهاجرت مردم دانمارکی که گروهی از ژرمن‌ها هستند، قوم دیگری از ژرمن‌ها به نام ژوت‌ها به این منطقه آمده‌بودند و ژوتلند و جزایر پیرامون آن را مسکونی کرده‌بودند. ژوت‌ها به همراه آنگل‌ها و ساکسون‌ها سه قوم نیرومند ژرمن در زمان خود به‌شمار می‌آمدند.
از سده سوم به بعد در این منطقه به مرور سازه‌های دفاعی دانه‌ویرکه ساخته شد و با ظهور شاهان دانمارکی، تلاش‌های ساخت‌وساز در سال ۷۳۷ گسترده‌تر شد. دانمارکی‌ها از سده هشتم تا دهم میلادی به عنوان وایکینگ شناخته می‌شدند. دانمارکی‌ها همراه با نروژی‌ها و سوئدی‌ها به اقصی نقاط اروپا حمله برده و به غارت و تجارت پرداختند. وایکینگ‌های دانمارکی بیشتر در جزایر بریتانیا و غرب اروپا فعالیت داشتند.

### سده‌های میانه
به‌سال ۱۳۱۹ و در ۱۵ ژوئن، شاه «والدمار دوم» دانمارکی که او را فاتح می‌نامیدند در تنگنای بدی گرفتار شده بود. در این وضعیت، اسقف‌های دانمارکی که همراه لشکر جنگی بودند، بر تپه‌ای گرد آمده و به دعا پرداختند. بنا بر داستان‌های در این هنگام، ناگاه ابرها کنار رفتند و پارچهٔ سرخ‌رنگ بزرگی از آسمان به زیر افتاد که صلیب سپید رنگی برآن دیده می‌شد. به قول داستان‌ها این نشانه‌ای عینی از جانب خداوند بود که نشان می‌داد او برای دانمارکی‌ها بخشنده و خیرخواه خواهد بود.
تاریخ روشن و آشکار دانمارک به سده دهم میلادی بازمی‌گردد. در اوایل سده یازدهم کانوت بزرگ فرزند اسون فتوحات زیادی را در اروپا برای دانمارک کسب کرد که از آن جمله انگلستان و نروژ بود.
پس از مرگ کنوت، دانمارک مدت‌ها درگیر کشمکش‌های داخلی بود. در طی سده‌های دوازده و سیزدهم میلادی نیز بر وسعت متصرفات دانمارک افزوده شد و به خاطر وجود پادشاهانی مانند والدمار یکم و دوم بود در قرن چهاردهم والدمار چهارم پادشاه وقت، کوشش‌های زیادی را برای عظمت دانمارک آغاز کرد که تا اندازه‌ای هم به پیشرفت‌هایی نایل آمد ولی سرانجام مغلوب رقبای اروپائیش گردید.
در سال ۱۳۹۷ میلادی پادشاه وقت ملکه مارگریت (دختر والدمار چهارم) اتحادیه کالمار را بین دانمارک و سوئد و نروژ برقرار ساخت. اتحاد با نروژ تا سال ۱۸۱۴ دوام داشت ولی اتحاد با سوئد در سال ۱۵۲۳ پایان یافت. در سال ۱۴۴۸ کریستیان اول به پادشاهی دانمارک رسید. او از خاندان اولندنبورگ بوده و نواحی شلسویگ و هولشتاین (دو ناحیه در جنوب دانمارک که در آن زمان دوک‌نشین آلمانی بودند) را تحت تسلط دانمارک درآورد.
پس از کریستیان اول پسرش ژان و سپس پسر ژان، کریستیان دوم به پادشاهی رسیدند. کریستیان دوم در سال ۱۵۱۳ به سلطنت دانمارک رسید. وی در سال ۱۵۲۰ با اقداماتی که انجام داد سوئد را تسخیر و ضمیمه دانمارک کرد. اما سوئدی‌ها در سال ۱۵۲۳ متحد شده و با لغو قرارداد کالمار کشور خود را مستقل اعلام نمودند. در همان سال اشراف دانمارک علیه کریستیان قیام نموده و پس از سرنگون کردن او عمویش فردریک اول را به سلطنت منصوب کردند.
در سال ۱۵۳۴ میلادی پس از مرگ فردریک اول (۱۵۳۳)، فرزند او کریستیان سوم به پادشاهی دانمارک (و همچنین نروژ) رسید. وی با کمک گوستاو اول پادشاه سوئد نیروهای لویک را که به دانمارک تجاوز کرده بودند شکست داد (۱۵۳۶). او مذهب لوتری را در دانمارک تثبیت کرده و به نروژی‌ها نیز تحمیل نمود. در دوران سلطنت او دانمارک به عظمت زیادی رسید. در سال ۱۵۵۹ فردریک دوم فرزند کریستیان سوم به پادشاهی رسید. در زمان وی اصلاحات اقتصادی و سیاسی زیادی انجام گرفت و دانمارک دارای نیروی دریایی گردید. پس از وی، پسر اول کریستیان چهارم به پادشاهی کشور رسید (۱۵۵۸). لیکن به علت خردسالی وی، تا سال ۱۵۹۶ حکومت در دست نایب السلطنه‌اش بود که در آن سال خود حکومت را به دست گرفت. در زمان سلطنت ۶۰ ساله وی، بارها با سوئد جنگید؛ و همچنین در جنگ‌های سی ساله درگیر شد ولی سیاست اقتصادی وی باعث رونق بازارهای کشور گردید.
در سال ۱۶۴۸ فرزند کریستیان با نام فردریک سوم به تخت نشست. در زمان او نیز جنگ‌هایی با سوئد واقع شد. جانشین کریستیان فرزند وی، فردریک چهارم بود. وی نیز طی جنگ‌هایی با سوئد کوشید تا نواحی شلسویگ و سوئد جنوبی را به دست بیآورد ولی فقط موفق به دست آوردن ناحیه اولی شد. پس از او به ترتیب: کریستیان ششم (۱۷۳۰ میلادی)، فردریک پنجم (۱۷۴۶)، کریستیان هفتم (۱۷۶۶)، و سپس فردریک ششم (۱۸۰۸) به سلطنت دانمارک و نروژ رسیدند.

### تاریخ معاصر
در زمان فردریک ششم جنگ‌هایی میان دانمارک و انگلستان درگرفت. در سال‌های ۱۵ – ۱۸۱۴ برپایه پیمان وین، نروژ از دانمارک تجزیه شد و ضمیمه سوئد گردید؛ ولی سایر مستعمرات همچنان در دست دانمارک باقی‌ماند. پس از فردریک ششم حکومت به دست یکی از خویشان او کریستیان هشتم افتاد. در این دوره دانمارک پیشرفت‌های اقتصادی فراوانی یافت. پس از درگذشت وی (۱۸۴۸) پسرش فردریک هفتم و سپس کریستیان نهم (۱۸۶۳) به سلطنت رسیدند. کریستیان نهم که از خاندان سوندربورگ گلوکسبورگ بود در کنفرانس سال ۱۸۵۲ لندن مقامش در ولایتعهدی تثبت شده بود. او در آغاز سلطنتش در سال ۱۸۶۳ ناحیه شلسویگ – هولشتاین را به دانمارک الحاق نمود. در نتیجه این عمل جنگی میان دانمارک با پروس و اتریش روی داد که موجب از دست رفتن ناحیه نام‌برده و چند منطقه دیگر شد. در جنگ ۱۸۶۴ دانمارک با ارتش امپراطوری پروس تا ۴۰ درصد از اراضی ملی خود را از دست داد که حدود ۲۰ درصد آنها پس از جنگ جهانی اول به این کشور عودت داده شد. در طول پادشاهی کریستیان نهم فعالیت آزادی‌خواهان برای تدوین قانون اساسی جدید تشدید شد.
پس از کریستیان نهم فرزندش فردریک هشتم در سال ۱۹۰۶ به سلطنت رسید. وی بیشتر به مسائل نظامی توجه داشت. بعد از وی کریستیان دهم در سال ۱۹۱۲ به سلطنت نشست. دانمارک در جنگ جهانی اول بی‌طرف باقی‌ماند ولی در طی جنگ جهانی دوم، در سال‌های ۴۵–۱۹۴۰ به اشغال آلمان نازی درآمده و کریستیان تحت نظر قرار گرفت. در پایان جنگ جهانی دوم دانمارک از اشغال آلمان نازی خارج شد. در سال ۱۹۴۷ با درگذشت کریستیان دهم، فردریک نهم پادشاه شد. در زمان او دانمارک به حد اعلای پیشرفت‌های اقتصادی و سیاسی خویش رسید. در سال ۱۹۷۲ با مرگ فردریک نهم، دختر وی مارگرت دوم به پادشاهی رسید.
ولی در ۱۹۲۰ و طی یک رای‌گیری، قسمت شمالی شلسویگ به دانمارک پس داده شد. در قرن بیستم، آخرین مستعمرات دانمارک یا فروخته شد (جزایر ویرجین) یا به استقلال رسید (ایسلند) یا خود مختار گشت (گرینلند و جزایر فارو). این کشور در جنگ جهانی دوم به اشغال آلمان نازی درآمد (۱۹۴۰تا ۱۹۴۵) و از آن پس یکی از اعضای اتحاد غربی بوده است. از دههٔ ۱۹۶۰ روابط دانمارک به‌طور فزاینده‌ای با آلمان و بریتانیا بوده است تا با کشورهای شمالی (نروژ و سوئد) که با آن‌ها روابط منفی دارد. دانمارک در ۱۹۷۳ به جامعهٔ اروپا ملحق شد، ولی پیامد پیوستن به این بازار مشترک دسته‌بندی هر‌چه بیشتر بین احزاب سیاسی کشور بوده و تشکیل دولت‌های ائتلافی و اقلیت را فرایندی وقت‌گیر و مشکل ساخته است. عدم پذیرش پیمان ماستریخت (۱۹۹۲) از سوی رأی دهندگان دانمارکی اقدام برای اتحاد اروپا را زیر سؤال برد.

## جغرافیا
دانمارک بخشی از اسکاندیناوی است.

نقشه ناهمواری‌های دانمارک.

دانمارک، ۴۳٬۰۶۹ کیلومتر مربع مساحت دارد و از خاور به دریای بالتیک، از باختر به دریای شمال، از جنوب به کشور آلمان و از شمال به تنگه اسکاگِراک محدود می‌شود. به دلیل شمار زیاد جزایر، دانمارک دارای خط طولانی ساحلی به درازای ۴۱۳٫۷ کیلومتر است. بیشتر نقاط دانمارک در نزدیکی ساحل دریا قرار دارند و بخش اعظم خاک کشور دانمارک را زمین‌های کشاورزی تشکیل می‌دهند. خاک اصلی دانمارک سرزمینی فاقد کوهستان است و بلندترین نقطه طبیعی آن موله‌هوی (Møllehøj) نام دارد که ارتفاع آن از سطح دریا ۱۷۰٫۸۶ متر است.
دانمارک سرزمینی کم ارتفاع بوده و بر روی هم از جلگه‌ای سرسبز و بسیار حاصلخیز، و مراتع فراوان تشکیل یافته است. رودهای آن کوتاه ولی پرآب است، از جمله استورو، اسکیرن، وارده و گودنا. بلندترین نقطه کشور ۱۷۳ متر ارتفاع دارد. آب و هوای آن معتدل و مرطوب و پرباران است.
مهم‌ترین شهرهای دانمارک عبارت‌اند از کپنهاگ (پایتخت) در جزیره شیلند، آرهوس، آلبورگ و اسبیا در شبه جزیره یولاند و ادنسه در جزیره فون.
خاک اصلی دانمارک از یک شبه جزیره به نام شبه جزیره یوتلاند (به دانمارکی: یولند jylland) و ۴۰۶ جزیره شکل گرفته است. تنها ۷۶ جزیره مسکونی هستند و بسیاری از جزیره‌ها کوچک هستند و افراد کمی در آن‌ها سکونت دارند. مهم‌ترین آن‌ها جزیره شیلند (به دانمارکی: Sjælland)، جزیره فون (به دانمارکی: Fyn) و برنهلم (bornholm) (شرقی‌ترین مکان دانمارک) هستند.
جزایر فارو و گرینلند بخشی از اتحاد مشترک پادشاهی دانمارک بوده، ولی خودمختار می‌باشند؛ یعنی مردم آن‌ها شهروند دانمارک محسوب شده و نمایندگان خود را برای «پارلمان دانمارک» انتخاب می‌کنند و علاوه بر آن مجامع دموکراتیک خود را دارند.

## تقسیمات کشوری
در تقسیمات کشوری جدید دانمارک که در سال ۲۰۰۷ انجام شد، خاک اصلی کشور دانمارک به پنج ناحیه ملی (که در دانمارکی Region نامیده می‌شود) تقسیم گردید.
خاک اصلی دانمارک به پنج ناحیه ملی و ۹۸ استان تقسیم شده است. هر استان دارای یک شهرداری اصلی است و هر شهرداری از شهرداری‌های کوچکتر تشکیل شده است.
نواحی ملی دانمارک عبارتند از ناحیه مرکزی هوودستادن یعنی پایتخت، نوردیولند یعنی یولند شمالی، میدیولند یعنی یولند مرکزی، جزیره شیلند، و سوددانمارک یعنی دانمارک جنوبی.
گرینلند و جزایر فارو نیز دو قلمرو برون‌مرزی و خودگردان دانمارک به‌شمار می‌آیند.
| استان‌ها    | استان‌ها      | استان‌ها             | استان‌ها    | استان‌ها      | استان‌ها               | استان‌ها              | استان‌ها                       | شهرستان‌ها       |
| نام فارسی  | نام دانمارکی | معنی نام            | مرکز استان | بزرگ‌ترین شهر | جمعیت (۱ ژانویه ۲۰۰۸) | مساحت (کیلومتر مربع) | تراکم جمعیت (بر کیلومتر مربع) | تعداد شهرستان‌ها |
| ---------- | ------------ | ------------------- | ---------- | ------------ | --------------------- | -------------------- | ----------------------------- | --------------- |
| هوودستادن  | Hovedstaden  | منطقه پایتختی       | هیلرود     | کپنهاگ       | ۱٬۶۴۵٬۸۲۵             | ۲٬۵۶۱                | ۶۴۲٫۶                         | ۲۹              |
| میدیولند   | Midtjylland  | منطقه مرکزی         | ویبورگ     | آرهوس        | ۱٬۲۳۷٬۰۴۱             | ۱۳٬۱۴۲               | ۹۴٫۲                          | ۱۹              |
| نوردیولند  | Nordjylland  | یوتلاند شمالی       | آلبورگ     | آلبورگ       | ۵۷۸٬۸۳۹               | ۷٬۹۲۷                | ۷۳٫۲                          | ۱۱              |
| شیلند      | Sjælland     | منطقه سرزمین دریا   | سورو       | راسکیله      | ۸۱۹٬۴۲۷               | ۷٬۲۷۳                | ۱۱۲٫۷                         | ۱۷              |
| سوددانمارک | Syddanmark   | منطقه دانمارک جنوبی | ویله       | ادنسه        | ۱٬۱۹۴٬۶۵۹             | ۱۲٬۱۹۱               | ۹۷٫۹۹                         | ۲۲              |

## سیاست
این کشور حکومت مشروطهٔ پادشاهی دارد و از سال ۱۹۴۵ در سازمان ملل متحد عضو است. خاندان سلطنت حق دخالت در امور سیاسی را ندارد و نقش ملکه یا پادشاه بجز موارد خیلی اضطراری نقشی تشریفاتی است. نظام سیاسی در دانمارک نظامی پارلمانی است و هر حزبی که بیشترین تعداد کرسی را در انتخابات مجلس ملی بدست بیاورد حق تشکیل دولت را دارد. با این همه دولتها در دانمارک همواره پس از ائتلاف احزاب تشکیل می‌شوند و امکان تشکیل دولت فقط توسط یک حزب سیاسی تقریباً غیرممکن است. احزاب سیاسی در دانمارک دارای دو گرایش چپ یا راست هستند و احزاب چپ به سیاستهای سوسیالیستی و بسط و گسترش دولت رفاهی اعتقاد بیشتری دارند و احزاب راست عموماً خواهان ایجاد نظام سیاسی متمایل به نظام سرمایه‌داری و لیبرالیسم سیاسی و تجارت آزاد هستند. بزرگ‌ترین حزب سیاسی دانمارک حزب سوشیال دموکرات است که سیاستهای چپ میانه را دنبال می‌کند. از سال ۲۰۱۵ و پس از جنگ داخلی سوریه و هجوم پناهجویان سوری به کشورهای اروپایی احزاب دست راستی و ناسیونالیست‌های افراطی سیاستهای سختگیری علیه مهاجران را در دستور کار خود قرار دادند. با این همه پس از روی کار آمدن مته فردریکسن به عنوان رهبر حزب سوشیال دموکرات در سال ۲۰۱۵، سیاستهای این حزب در قبال پناهجویان و مهاجران تغییر کرد و در حال حاضر یکی از سختگیرانه‌ترین سیاستهای مهاجرتی توسط همین حزب در دانمارک اعمال می‌شود.
نظام دموکراسی دانمارک بر اساس قانون اساسی دانمارک در سال ۱۸۴۹ بنیاد گذاشته شده است. این قانون اساسی در تمام این سال‌ها تغییر کرده است که آخرین بار آن سال ۱۹۴۵ بوده، به عنوان مثال در سال ۱۹۱۵، حق رأی به زنان نیز اعطا شد. قانون اساسی کنونی در سال ۱۹۵۳ تعدیل شده است، ولی بیشتر اصول آن از شکل اولیه خود بدون تغییر باقی مانده است.
پارلمان دانمارک که فُلکِتین (Folketinget) نام دارد قوانین دانمارک را به رأی گذاشته و تصویب می‌کند. پارلمان دانمارک دارای ۱۷۹ عضو می‌باشد که از احزاب سیاسی مختلف برخاسته‌اند. اعضای پارلمان در هر نوبت برای یک دوره خدمت چهار ساله انتخاب می‌شوند. با این حال نخست‌وزیر می‌تواند قبل از این دوره چهار ساله پارلمان را منحل کرده و خواستار انتخابات عمومی شود.
دو تن از اعضای پارلمان دانمارک در گرینلند و دو تن از آن‌ها در جزایر فارو انتخاب می‌شوند.
در انتخابات سپتامبر ۲۰۱۱ در دانمارک سوسیال دموکرات‌ها به رهبری هله تورنینگ اشمیت، با فاصله اندکی توانستند پیروز شوند و با این کار، دولت راست میانه پس از یک دهه حکومت، جای خود را به احزاب چپ و اولین نخست‌وزیر زن در دانمارک داد.
هله تورنینگ اشمیت، جایگزین لارس لوک راسموسن شد و راسموسن را متهم کرد که با اعمال سیاست‌های غلط باعث افزایش کسری بودجه شده است. هله تورنینگ اشمیت در این انتخابات قول داد قوانین مهاجرتی سختگیرانه را تغییر دهد، سیاست‌های مالیاتی و هزینه‌های عمومی را اصلاح کند.
در دانمارک «حزب مردم» از حدود سال ۲۰۰۱ با نمایندگان خود در مجلس حامی یک دولت اقلیت دست راستی است توانسته با این حمایت تا حدود زیادی بر سیاست‌های مهاجرتی دولت تأثیر بگذارد و آن را به سوی سخت‌تر شدن سوق دهد. این حزب در انتخابات سال ۲۰۱۹ شکست بسیار سختی خورد و دچار یک جنگ قدرت داخلی شد. مورتن مس اشمیت رهبری فعلی این حزب متهم به سوءاستفاده مالی و فساد اداری است. ناشر=danmarkshistorien.dk|}}</ref>
نخستین قانون اساسی رسمی در دانمارک موسوم به Danmarks Riges Grundlov در سال پنجم ماه جون ۱۸۴۹ نوشته و تدوین شد و پس از آن حکومت مطلقه فردی در این کشور رفته رفته جای خود را به حکومت مشروطه سلطنتی مبتنی بر رای مردم داد. این قانون جانشین حکومت مطلق شد که بر طبق آن پادشاه از سال ۱۶۶۰ اختیار تام را داشت.
پایه آن، قانون اساسی ژوئن ۱۸۴۹ بود که اولین قانون اساسی دمکراتیک دانمارک بود. با وجود تغییرات در قانون اساسی، اصول آن را می‌توان هنوز در قانون اساسی فعلی مورخ ۱۹۵۳ یافت. با تغییر قانون اساسی در سال ۱۹۱۵ به زنان حق رأی داده شد.
دانمارک عهدنامه‌های متعددی را در عرصه بین‌المللی به منظور دفاع از حقوق بشر را امضاء کرده است؛ مثلاً قطعنامه‌های سازمان ملل علیه شکنجه، مبارزه با هر نوع تبعیض نژادی، هر نوع تبعیض علیه زنان و حقوق کودکان را امضا کرده است.
دانمارک با عضویت در شورای اروپا به عهدنامه حقوق بشر اروپا پیوسته است که خود تأثیر فراوانی روی قوانین دانمارک دارد.
از سال ۱۹۷۳ دانمارک عضو اتحادیه اروپا – که سابقاً بازار مشترک اروپا نامیده می‌شد – بوده است. در طی دوران عضویت دانمارک، اتحادیه اروپا در فعالیت‌های بیشماری نفوذ پیدا کرده است و مردم دانمارک اغلب در مسائل مربوط به رابطه کشور با اتحادیه اروپا به دو دسته تقسیم شده‌اند. دانمارک با عضویت خود در سازمان ملل در کمک به نیازمندان و برقراری صلح و ایجاد رشد و پیشرفت در دنیا و پیشبرد احترام به حقوق بشر کوشیده است.
عضویت دانمارک در سازمان نظامی ناتو و سازمان همکاری‌های اقتصادی و بنیادی جهان غرب (اوای‌سی‌دی) این کشور را به ایالات متحده آمریکا، کانادا و یکسری کشورهای اروپایی نزدیکتر کرده است.

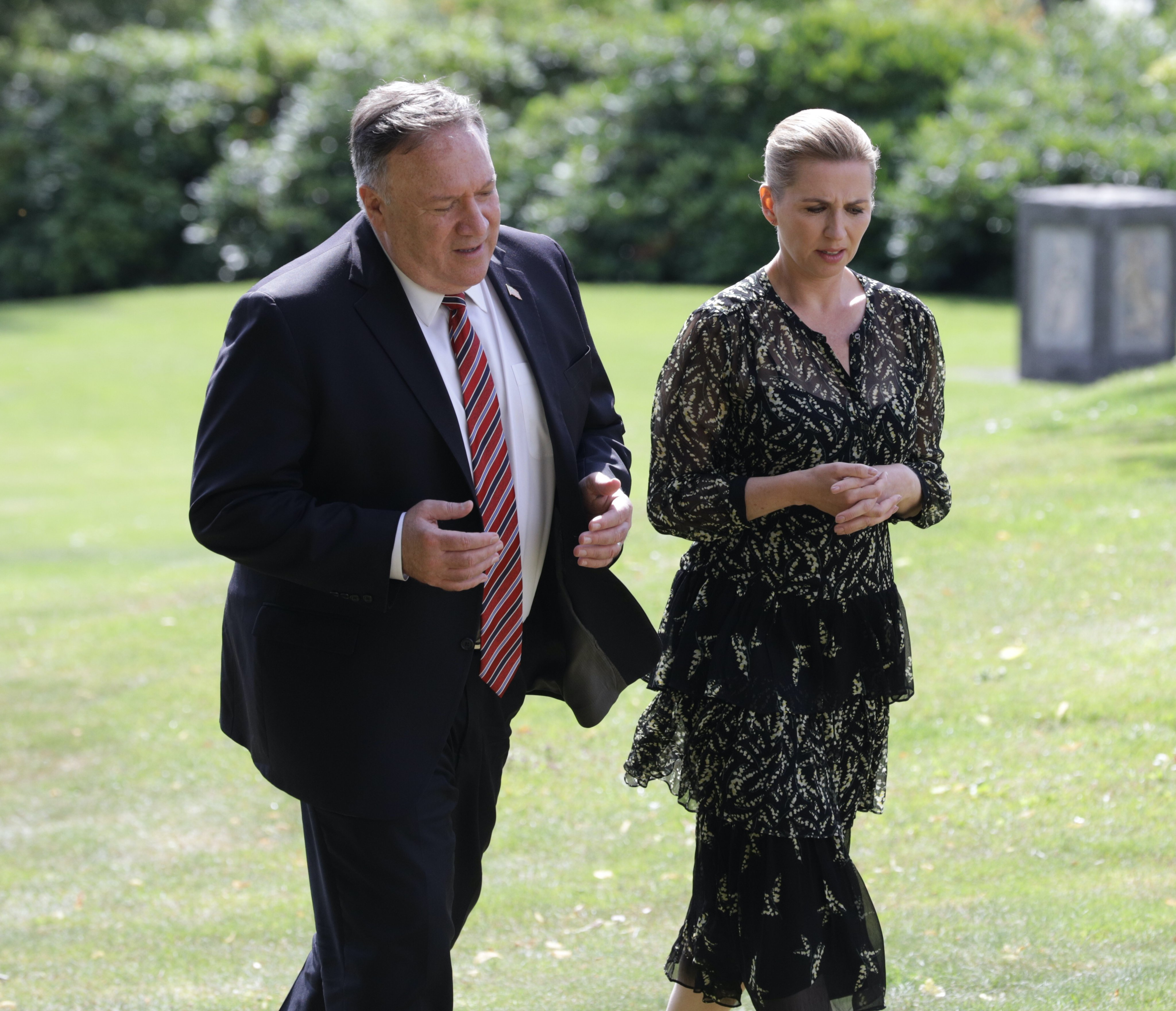
مته فردریکسن نخست‌وزیر دانمارک و مایک پمپئو وزیر امورخارجه پیشین آمریکا

دانمارک یکی از کشورهای معدودی است که بیش از میزان تعیین شده سازمان ملل برابر هفت دهم درصد از درآمد ناخالص ملی را صرف همکاری‌های بنیادی در کشورهای فقیر قاره آفریقا، آسیا و آمریکای لاتین می‌کند.
این کمک مالی از طریق سازمان ملل و دیگر سازمان‌های بین‌المللی و همچنین مستقیماً از دانمارک به کشورهای دریافت‌کننده تقدیم می‌شود. این کمک بر پایه همکاری با ممالک دریافت‌کننده قرار دارد تا آنان شخصاً مسئولیت رشد و پیشرفت جوامع خود را به عهده بگیرند.

## اقتصاد

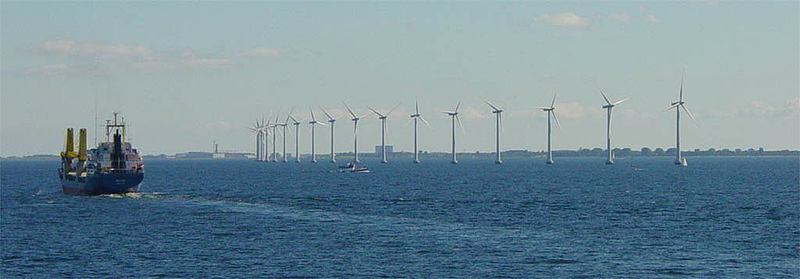
توربین‌های بادی نزدیک ساحل کپنهاگ

فراورده‌های لبنی و گوشتی، کشتی و نفتکش، توربین‌های بادی، پوست سمور و روباه، اسباب‌بازی، دارو و تجهیزات پزشکی مهم‌ترین کالاهای صادراتی دانمارک هستند.
واحد پولی دانمارک کرون دانمارک است. هر کرون دانمارک معادل ۰٫۱۴۵ دلار آمریکاست و هر دلار معادل ۶٫۸۵ کرون است. (آوریل ۲۰۲۲).
از نظر شاخص فساد اقتصادی، دانمارک (به همراه کشورهای دیگری همچون فنلاند و نیوزیلند) سال‌های زیادی به عنوان کشور نمونه که کمترین فساد اقتصادی را داشته است، معرفی شده است.
دانمارک به عنوان یکی از کشورهای اتحادیه اروپا که از واحد پول یورو استفاده نمی‌کند.

## مردم

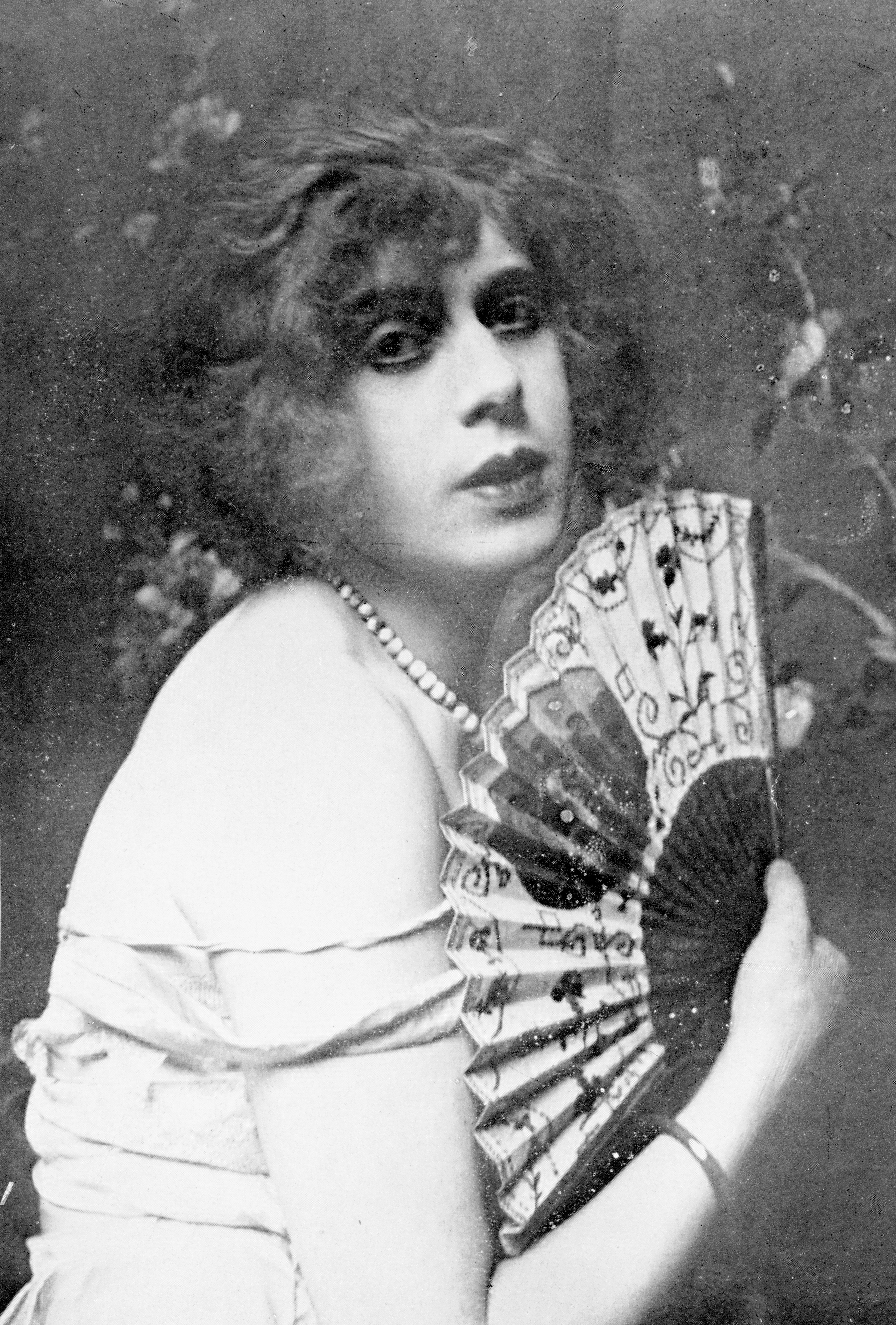
لیلی البه نقاش دانمارکی

بیشینهٔ مردم دانمارک اسکاندیناویایی و با مردم سوئد و نروژ خویشاوندند. اسکاندیناویایی‌ها از تبار وایکینگ‌ها و شاخه‌ای از نژاد ژرمن هستند. ۸٫۵٪ مردم مهاجرانی هستند که بیشتر از کشورهای جنوب آسیا و خاورمیانه به دانمارک آمده‌اند.
جمعیت دانمارک بیش از ۵٬۴ میلیون نفر است. ۸۵ درصد از این جمعیت در شهرها زندگی می‌کنند. تقریباً ۱٬۶ میلیون نفر در پایتخت آن کپنهاگ و حوزه کپنهاگ بزرگ زندگی می‌کنند. دومین شهر بزرگ دانمارک آرهوس (Århus) با جمعیتی در حدود۳۰۰۰۰۰ نفر می‌باشد. زبان رایج در سراسر کشور دانمارکی است. تقریباً ۵ درصد از کل جمعیت دانمارک یعنی حدود ۲۷۰۰۰۰ نفر خارجی هستند - که شامل مردم کشورهای شمال اروپا، اروپای مرکزی، آمریکای شمالی، خاورمیانه و آفریقا و آسیای جنوبی می‌شوند.
طبق تحقیقات سازمان یونسکو مردم دانمارک بعد از مردم کشور نروژ به خوشبخت‌ترین مردم روی زمین شهرت دارند ولی طی چندین سال متوالی اخیر مقام اول در رضایتمندی از زندگی را کسب کرده‌اند.
زبان رسمی کشور، زبان دانمارکی است که از خانواده زبان‌های هندواروپایی، شاخه زبانهای ژرمنی بوده و با زبان‌های سوئدی و نروژی زیرشاخه شمالی زبان‌های ژرمن را می‌سازد.
تحصیل در دانمارک رایگان و برای کودکان ۷ تا ۱۶ ساله (دوره ابتدایی و سیکل اول متوسطه) اجباری است. حدود ۹۰ درصد دانش آموزان ۷–۱۶ ساله در مدارس دولتی و ۱۰ درصد بقیه در مدارس خصوصی که تحت حمایت مالی دولت هستند، تحصیل می‌کنند.
تا کلاس هفتم محتوای آموزش برای همه دانش آموزان یکسان است. اما دانش آموزان ممکن است در پایه‌های هشتم تا دهم در دروس ریاضی، انگلیسی، آلمانی فیزیک و شیمی، به کلاس‌های با سطوح پایه و پیشرفته هدایت شوند. تحصیل در پایه دهم اختیاری است. دانش آموزان می‌توانند پس از گذراندن پایه نهم مدرسه را ترک کنند. پایه دهم با دو هدف آماده‌سازی دانش آموزان برای زندگی خارج از مدرسه و دادن دانش لازم برای تحصیل در دوره‌های بالاتر در نظر گرفته شده است.
در تمام مدارس دانمارک، دانش آموزان به صورت طبیعی و بر اساس سن به کلاس بالاتر ارتقاء می‌یابند. در هفت سال اول تحصیل هیچگونه امتحانی وجود ندارد و هیچگونه نمره‌ای به دانش‌آموزان داده نمی‌شود.
در پایه‌های هشتم تا دهم نمره در مقیاس ۱۰، ممکن است به دانش آموزان داده شود. در پایان کلاس نهم و در پایان کلاس دهم امتحان وجود دارد که در دروس مختلف به عمل می‌آید. دانش آموزان در شرکت یا عدم شرکت در این امتحانات آزادند و به هر حال نمره قبولی وجود ندارد.

## دین
۸۰٫۴ درصد مردم پیرو کلیسای پروتستان لوتری (لوتران) هستند به غیر از کلیسای مردمی پروتستان، جوامع مذهبی بسیاری در دانمارک هست. برآورد شده است که حدود۱۵۰ جامعه مذهبی بزرگ و کوچک در دانمارک وجود دارد. کاتولیک‌ها، مسلمانان و یهودیان اقلیت جمعیت دانمارک را تشکیل می‌دهند.
در دانمارک، تمام افراد تا زمانی که قانون را رعایت کنند، می‌توانند آزادانه به امور دینی خود پرداخته و عقاید خود در مورد زندگی را دنبال نمایند. تمام افراد آزادند که عقاید یا وابستگی‌های مذهبی خود را تغییر دهند - و این کار را می‌توانند به عنوان مثال با ترک یک جامعه مذهبی و عضویت در یک جامعه مذهبی دیگر انجام دهند.
به دنبال چاپ کاریکاتورهای پیامبر اسلام در دانمارک و اعتراض‌های مسلمانان به این حرکت، مجامع فرهنگی آن کشور برنامه‌های مختلفی را برای آشنایی بیشتر مردم با اسلام و دیدگاه‌های آن به اجرا می‌گذارند که طرح انتخاب ملکه روسری دانمارک نیز، یکی از برنامه‌های تشویقی جوانان برای پیوستن به این مباحث است.
یک شبکه تلویزیونی در دانمارک اعلام کرد، خانم هدی فلاح، دختر عراقی مقیم آن کشور را به عنوان نفر برگزیده ملکه روسری دانمارک در سال ۲۰۰۸ معرفی کرد. جایزه نفر اول مسابقه یک دستگاه آی پد، یک روسری طراحی شده به‌وسیله Danish fashion boutique و یک سال آبونمان رایگان مجله انگلیسی «دختر مسلمان» است.
مسابقه روسری در حالی انجام می‌شود که دولت دانمارک در تلاش است، استفاده از نمادهای مختلف مذهبی، از جمله حجاب، صلیب، عرقچین یهودی و عمامه هندی را در کشور ممنوع کند.
بر طبق نظر سنجی ۲۰۱۰ یوروبارومتر، ۲۸ درصد از شهروندان دانمارک پاسخ دادند که آن‌ها «باور به وجود خدا دارند»، ۴۷ درصد پاسخ دادند که «آنها معتقدند که نوعی روح یا قدرت حیات وجود دارد» و ۲۴ درصد پاسخ دادند که «باور ندارم که هیچ نوع روح، خدا یا قدرت حیات وجود دارد». نظرسنجی دیگر که در سال ۲۰۰۹ انجام شد، دریافت که ۲۵ درصد دانمارکی‌ها باور دارند که عیسی پسر خدا است و ۱۸ درصد معتقدند که او منجی جهان است.

## فرهنگ

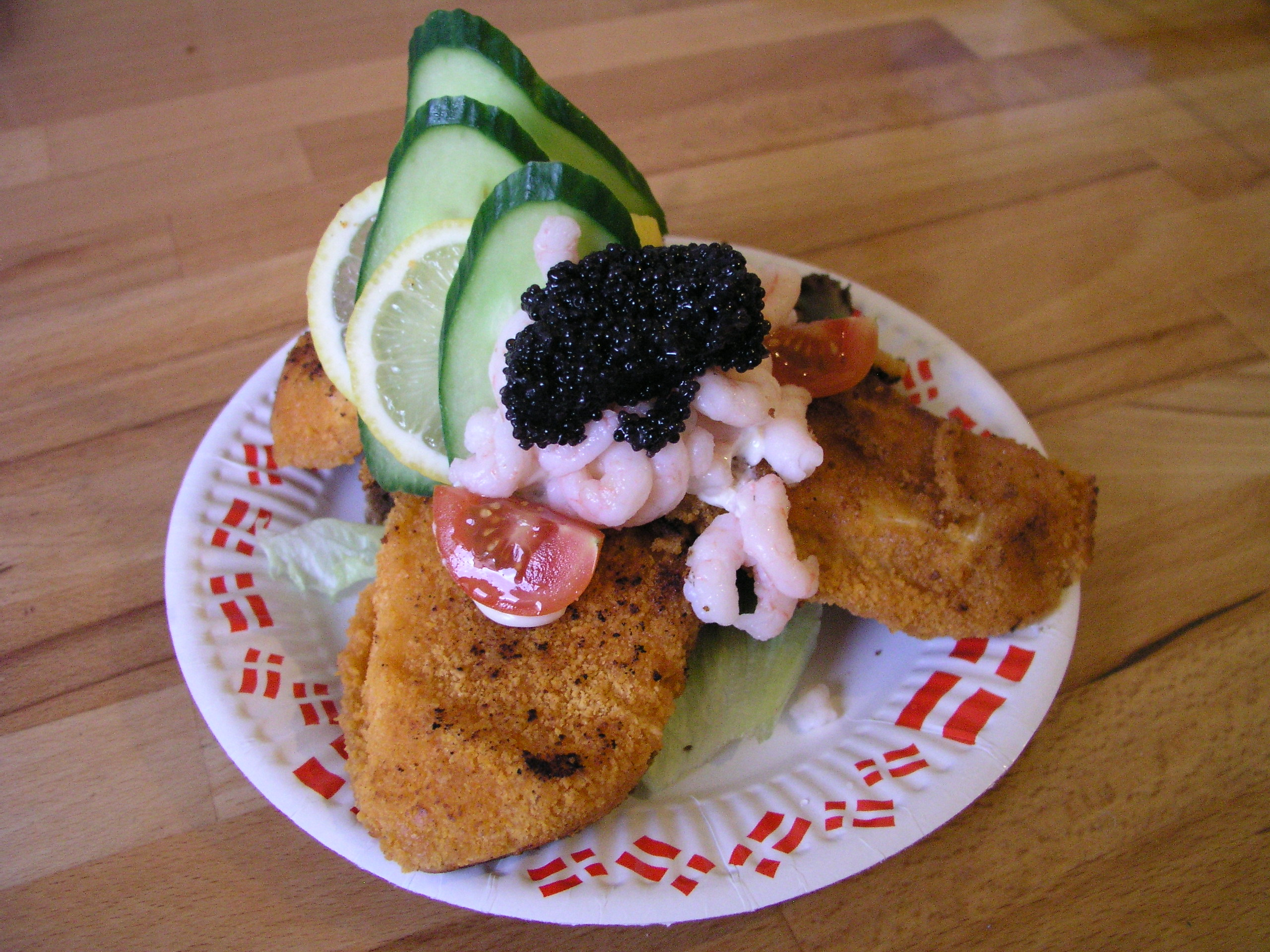
ساندویچ دانمارکی (اسموربرود) بر روی نان چاودار تیره.

در سال ۱۹۶۹ دانمارک نخستین کشور جهان بود که پورنوگرافی را قانوناً آزاد کرد. پارلمان دانمارک در ۱۸ خرداد ۱۳۹۱ (۷ ژوئن ۲۰۱۲) به ازدواج همجنسگرایان رأی مثبت داد.
برابری اجتماعی، میانه‌روی و وقت‌شناسی از جنبه‌های مهم روش زندگی دانمارکی است.
دانمارک متشکل از جمعیت‌ها است و در جهان دانمارک جزو کشورهایی است که بالاترین تعداد عضویت در انجمن‌ها و جمعیتها را دارد. ۷۳٪ افراد دست کم عضو ۲ انجمن یا کلوپ هستند.
از دهه ۱۹۹۰ فیلم‌های دانمارکی توجه بین‌المللی را به خود جلب کرده و کارل تئودور درایر از کارگردان‌های معروف این کشور در عرصه بین‌المللی است.
فوتبال، پرطرفدارترین ورزش دانمارک است. قایقرانی و دیگر ورزش‌های آبی نیز طرفداران فراوان دارد، و هم‌چنین هندبال، بدمینتون و ژیمناستیک. گروهی از مردم نیز به ورزش اتومبیل‌رانی علاقه‌مندند. یکی از قهرمانان مسابقات ۲۴ ساعته لا مانس، تام کریستنسن اهل دانمارک است.
دانمارک یکی از کشورهایی است که در جهان دارای بیشترین تعداد دوچرخه‌سوار می‌باشد. در ساعات شلوغی ترافیک شهر، تعداد زیادی دوچرخه سوار- والدینی که فرزندان خود را حمل می‌کنند - را در راه منزل یا محل کار، مهدکودک و کودکستان مشاهده خواهید نمود.

### آشپزی
آشپزی دانمارکی مانند سایر کشورهای شمال اروپا و همچنین شمال آلمان، عمدتاً شامل گوشت قرمز و ماهی است. این ناشی از پیشینه کشاورزی کشور، و همچنین جغرافیای کشور و زمستان‌های سرد و طولانی آن است. با مصرف سرانه ۱۴۵٫۹ کیلوگرم گوشت در سال ۲۰۰۲، دانمارکی‌ها در آن سال گوشتخوارترین مردم جهان به‌شمار آمدند.
ساندویچ‌های باز، معروف به عنوان اسموربرود (smørrebrød) را می‌توان غذای ویژه دانمارک به‌شمار آورد. آبجوهای کارلسبرگ و توبورگ دانمارک معروف هستند.
در دانمارک مزاح در روابط مردمی نقش بسزایی دارد. به‌علاوه بسیاری نیز طعنه می‌زنند. به این دلیل نحوه صحبت به خصوص در بسیاری از محیط‌های کار تند بنظر می‌آید. افراد می‌توانند چیزهایی به یکدیگر بگویند که به گوش شنونده ناخوشایند است و به راحتی باعث ترس و وحشت یک فرد جدید می‌شود؛ ولی اغلب نشانه رفاقت و احترام متقابل است، گرچه یکدیگر را کمی مسخره می‌کنند.

### کشتار نهنگ‌های جزایر فارو

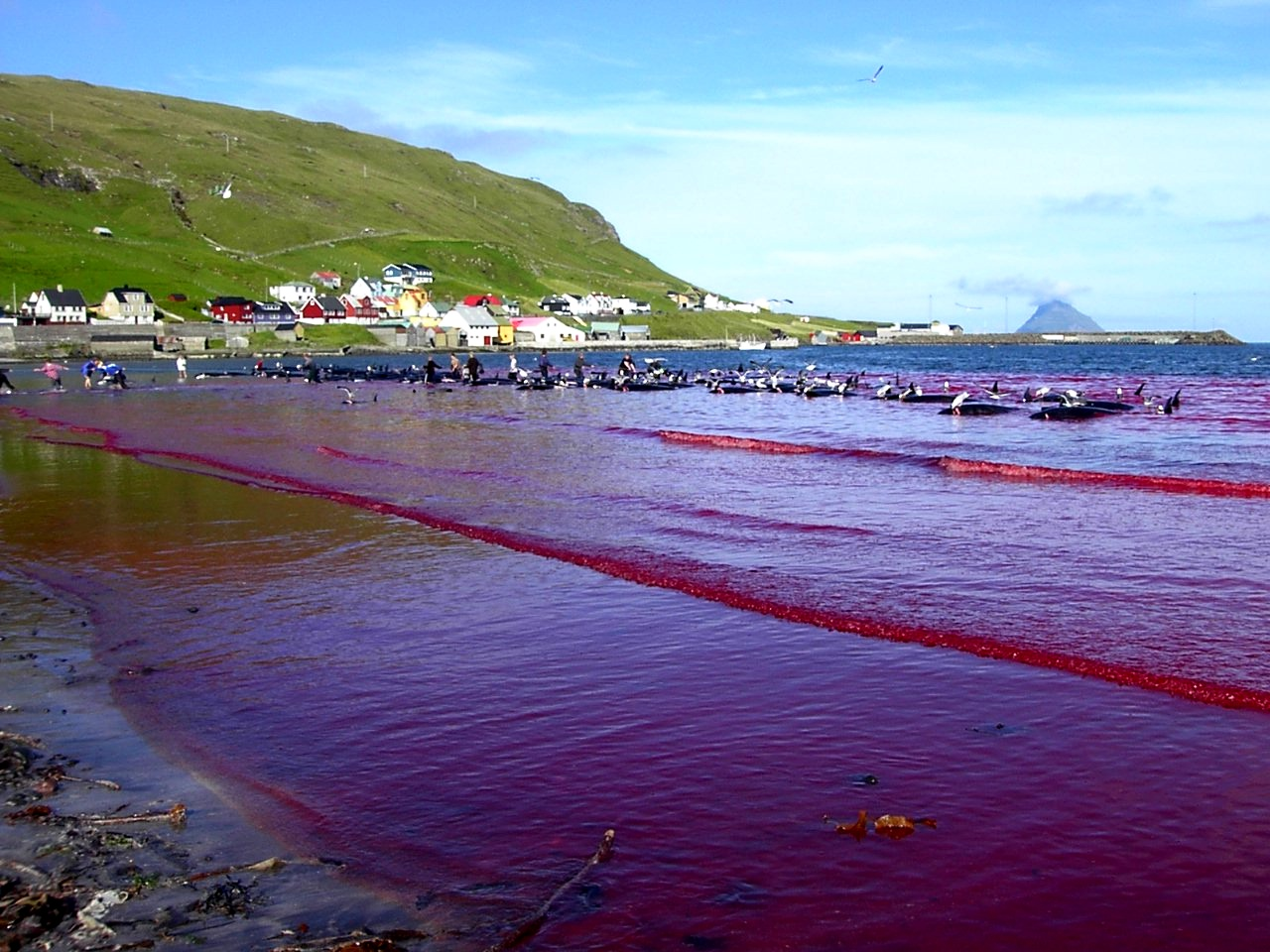
رنگ دریا به خاطر خون نهنگ‌ها قرمز شده.

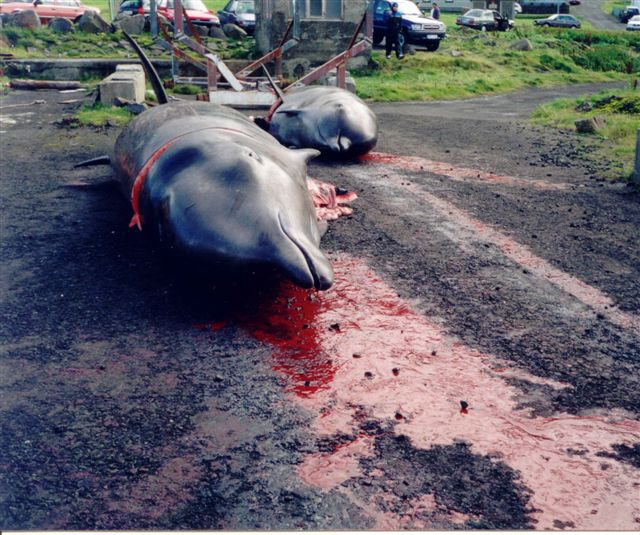
بریدن سر نهنگ‌ها

علی‌رغم غیرقانونی بودن صید نهنگ در دانمارک همه ساله صیادان در جزیره فارو، با هدایت نهنگ‌ها به سمت ساحل با چاقو اقدام به سلاخی نهنگ‌های گیر افتاده در ساحل می‌کنند. طبق این سنت قدیمی اسکاندیناوی ۲۰۰ ساله مردم دانمارک هر سال در ماه اکتبر به کشتار نهنگ‌ها و دلفین‌ها می‌پردازند. بر اساس این سنت قدیمی که با نام گرین دراپ شناخته می‌شود، سالانه تعداد زیادی از نهنگ‌های خلبان و دلفین‌های پهلوسفید اطلس در جزایر فارو در کشور دانمارک کشته می‌شوند. تخمین زده می‌شود در سه دهه گذشته حداقل شش میلیون نهنگ به این شیوه قتل‌عام شده‌اند. صحنه‌های این قتل‌عام به‌غایت دردناک و مشمئز کننده بود برای مثال گوشت و خون نهنگ‌ها دریا را سرخ کرده بود و حتی یک جنین متولد نشده نهنگ از رحم مادرش بیرون کشیده شده بود اما گردشگران با فاصله‌ای بسیار کم این تصاویر را می‌دیدند و حتی هیجان زده شده بودند. بین گردشگران همه گروه‌های سنی و حتی کودکان نیز حضور داشتند. گوشت نهنگ در قدیم، ذخیره غذای زمستان اجداد ساکنان اسکاندیناوی بوده و اکنون هم این مردم که در رأس شاخص‌های رفاه جهان قرارگرفته‌اند، همچنان شیفته کشتارند.
راب رید مدیر ارشد سازمان مردم نهاد حفاظت از دریا (NGO Sea Shepherd) با اشاره به میزان بالای جیوه در گوشت دلفین گفت: «چنین شکاری در سال ۲۰۲۱ در یک جزیره متمول اروپایی اتفاق می‌افتد، بدون نیاز به این مقدار زیاد گوشت آلوده که امر مظلومانه است». این سازمان همچنین مدعی است که شکار این جانداران دریایی ناقض چند قانون است. به علاوه، شرکت کنندگان در این صید بزرگ مجوز ندارند که در جزایر فارو الزامی است، از آنجا که این مسئله شامل آموزش خاص در نحوه کشتار سریع نهنگ‌ها و دلفین‌ها می‌شود.
نکته عجیب این است که اهالی منطقه به هیچ قیمت حاضر از پا پس کشیدن از عقاید خود نیستند. برای مثال در سپتامبر سال ۲۰۱۸، مؤسسه خیریه‌ای برای مدت ۱۰ سال متوالی بدون شکار نهنگ به جزایر فارو (۹۲۰٬۰۰۰ پوند؛ ۱٫۱ میلیون دلار) پیشنهاد داد. اما اهالی جزیره در این مورد به توافق نرسیدند و شکار ادامه پیدا کرد. حتی فراگیری جهانی کرونا و وجود تمام محدودیت‌ها و موانع قانونی بر سر شکار نهنگ هم کشورهای اسکاندیناوی را از کشتار این حیوان باارزش بازنداشت.

## مشاهیر دانمارک
بدون شک پرآوازه‌ترین نویسنده دانمارکی در سطح جهان هانس کریستین آندرسن (دانمارکی: H.C. Andersen)، نویسنده افسانه‌های مشهوری چون پری دریایی کوچولو (دانمارکی: Den Lille Havfrue) و جوجه اردک زشت (دانمارکی: Den Grimme Ælling)، می‌باشد.
بقیه نویسندگان مشهور دانمارکی عبارت‌اند از: سورن کیرکه گارد (دانمارکی: Søren Kierkegaard) (نویسنده و فیلسوف)، کارِن بلیکسن (دانمارکی: Karen Blixen) و یوهانس ویلهلم ینسن (دانمارکی: Johannes V. Jensen).
پرآوازه‌ترین موسیقی‌دانان دانمارکی کارل نیلسن (دانمارکی: Carl Nielsen)، بنت فابریک (دانمارکی: Bent Fabricius-Bjerre)، یورگن اینگمن (دانمارکی: Jørgen Ingmann)، سافری دوو (دانمارکی: Safri Duo)، آکوا (Aqua) و توی باکس (Toy-Box) می‌باشند.
دیگر شخصیت‌های سرشناس دانمارکی:
- فیزیک‌دانان نیلز بور (Niels Bohr) و هانس کریستین اورستد (Hans Christian Ørsted).
- فیلم‌سازان بیله آگوست (Bille August)، لارس ون تریر (Lars von Trier) و توماس وینتربرگ (Thomas Vinterberg).
- ستاره‌شناس تیکو براهه (Tycho Brahe).
- فوتبالیست و مربی فوتبال میکایل لاودروپ (Michael Laudrup).
- پیتر اشمایکل (به دانمارکی Peter Schmeichel، تلفظ دانمارکی: پیتر اسمایکل) دروازه‌بان دانمارکی (زاده ۱۸ نوامبر ۱۹۶۳ در گلادساکس)
- طراح جورج ینسن (Georg Jensen).
- معمار یورن اوتزون (Jørn Utzon).
- ژوزفین اسکرایور (مدل و فرشتهٔ ویکتوریا سکرت)
- طراح مبلمان آرنه یاکوبسن (Arne Jacobsen).
- مدل و عکاس هلنا کریستنسن (Helena Christensen).
- هنرپیشه و پیانست ویکتور بورگه (Victor Borge).
- طبل نواز گروه متالیکا لارس اولریک (Lars Ulrich).
- بازیگر مس میکلسن (Mads Mikkelsen).
- شهرساز یان گل (Jan Gehl)